# Der Sumpf der Raben
Der Sumpf der Raben (Originaltitel: El pantano de los cuervos) ist ein in spanisch-ekuadorianischer Koproduktion entstandener Horrorfilm aus dem Jahr 1974. Er behandelt den Mythos Unsterblichkeit und benutzt den Topos des verrückten Wissenschaftlers.

## Inhalt
Dr. Frosta, ein Wissenschaftler, der versucht, die Formel zur Wiederbelebung der Toten zu finden und deshalb Experimente mit Leichen durchführt, wird von seinen Vorgesetzten die Fortsetzung seiner Forschung untersagt. Er zieht daraufhin in ein tropisches Land und erwirbt ein Haus mitten in einem Sumpf, nimmt seine Experimente wieder auf und wirft die Überreste seiner fehlgeschlagenen Versuche ins Wasser. Als er seine Freundin im Streit erschlägt, belebt Dr. Frosta die Leiche ebenfalls wieder. Zu deren Weiterexistenz muss er jedoch immer wieder Menschen in den Sumpf locken, da er Blut braucht, mit dem er den Freundin-Zombie ernährt. Ein Inspektor kommt ihm auf die Schliche und kann die Abfolge von Eingeweiden, Tod, Zombies, Nekrophilie und weiblichen Akten stoppen.

## Produktionsnotizen
Der Film ist die einzige bekannte spanische Koproduktion mit Ecuador; sie wurde auch dort gedreht.

## Kritik
Tofunerdpunk sah ein „unausgegorenes Gruselwerk“ mit ein paar gelungenen Szenen, aber einem total verfehlten Soundtrack. „(S)o inkohärent und seltsam wie atemberaubend geschaffen“, meint El Mundo.
Andere Kritiker bemängelten, „eine eigentlich interessante Variation des Frankenstein-Mythos werde durch einen unfähigen Regisseur völlig vertan“.